# Fritz Feld
Fritz Feld, właśc. Fritz Feilchenfeld (ur. 15 października 1900 w Berlinie, zm. 18 listopada 1993 w Los Angeles) – niemiecko-amerykański aktor filmowy.

## Filmografia[1]
- Golem i tancerka (Der Golem und die Tänzerin, 1917)
- Golem (Der Golem, wie er in die Welt kam, 1920)
- Ostatni rozkaz (The Last Command, 1928)
- Drapieżne maleństwo (Bringing Up Baby, 1938)
- Idiot’s Delight (1939)
- Bracia Marx w cyrku (At the Circus, 1939)
- Upiór w operze (The Phantom of the Opera, 1943)
- Sekretne życie Waltera Mitty (The Secret Life of Walter Mitty, 1947)
- Arystokracja podziemi (Pocketful of Miracles, 1961)
- Boso w parku (Barefoot in the Park, 1967)
- Hello, Dolly! (1969)
- Garbi znowu w trasie (Herbie Rides Again, 1974)
- Promienni chłopcy (The Sunshine Boys, 1975)
- Nieme kino (Silent Movie, 1976)
- Największy kochanek świata (The World’s Greatest Lover, 1977)
- Historia świata: Część I (History of the World: Part I, 1981)
- Ćma barowa (Barfly, 1987)